# Мацошин (зупинний пункт)
Мацошин — пасажирський залізничний зупинний пункт Львівської дирекції Львівської залізниці розташований на одноколійній, неелектрифікованій лінії Львів — Рава-Руська.
Розташований у с. Мацошин Жовківського району між станціями Куликів та Жовква.
На зупинному пункті зупиняються приміські поїзди.